# Cicindelini
Cicindelini  (лат.) — триба подсемейства скакунов из семейства жужелиц.

## Распространение
На территории Северной Америки встречаются 94 вида, все относятся к роду скакунов (Cicindela).

## Экология и местообитания
Обе стадии и личинки и имаго — хищники. Особи трибы часто встречаются парами. Чаще в образе спаривания, то есть самец остаётся на самке ещё какое-то время после спаривания, прицепившись своими зубьями.

## Систематика
На самом деле триба содержит всего один род Cicindela, но после пересмотра в 2008 году Эрвином и Пеарсоном (Erwin & Pearson), многие подроды приобрели статус родов и даже были помещены в отдельные подтрибы. Подроды, которые приобрели статус рода:
- Brasiella
- Cylindera
- Dromochorus
- Ellipsoptera
- Eunota
- Habroscelimorpha
- Opilidia
- Pseudoxycheila